# هگزامتیل‌بنزن
هگزامتیل‌بنزن (به انگلیسی: Hexamethylbenzene) یک ترکیب شیمیایی با شناسه پاب‌کم ۶۹۰۸ است. شکل ظاهری این ترکیب، پودر بلورین سفید است.